# Mayenne

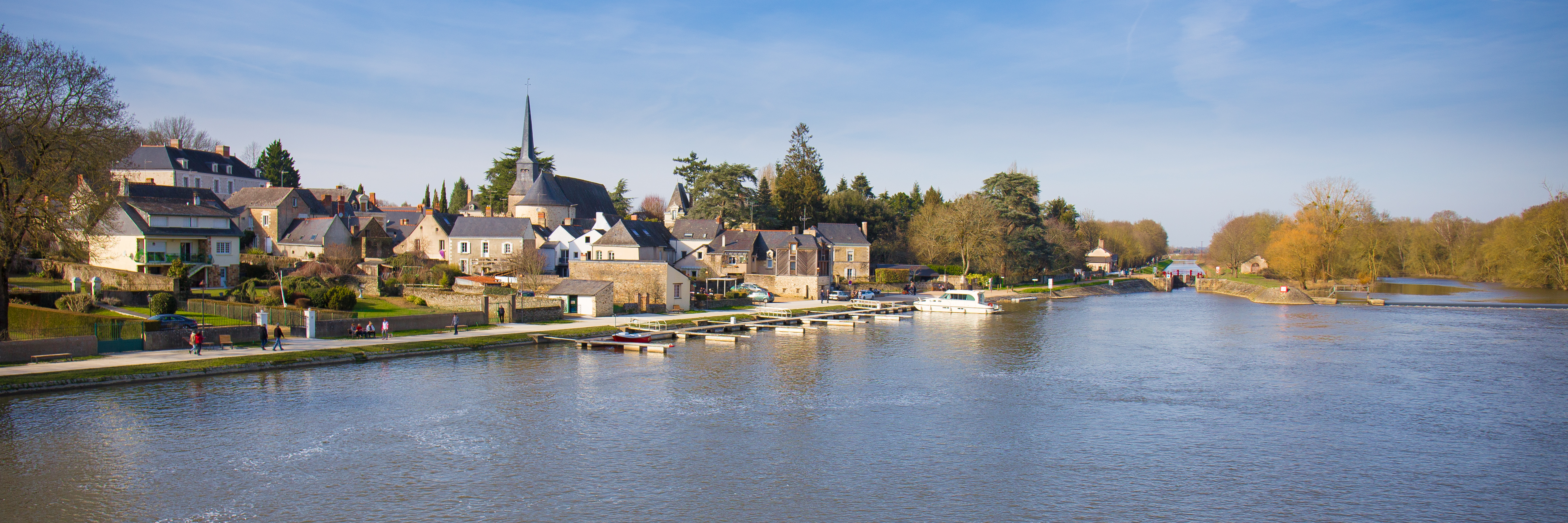
Die Mayenne bei Grez-Neuville

Die Mayenne [majɛn] ist ein etwa 203 Kilometer langer Fluss in den Regionen Normandie und Pays de la Loire im Nordwesten Frankreichs. Nach dem Fluss ist das Département Mayenne benannt.

## Verlauf
Die Mayenne entspringt im Gemeindegebiet von Lalacelle in den Hügeln der südlichen Normandie. Von dort verläuft sie zunächst ein kurzes Stück in nördlicher Richtung, dann nach Westen, um schließlich eine vorwiegend südliche Richtung einzuschlagen. Nach einer Länge von rund 203 Kilometern bildet sie kurz vor Angers, zusammen mit der Sarthe, die Maine, die nach wenigen Kilometern in die Loire mündet.

## Durchquerte Départements
- Orne
- Mayenne
- Maine-et-Loire

## Orte am Fluss
Ambrières-les-Vallées, Mayenne, Laval, Château-Gontier, Le Lion-d’Angers, Angers

## Nebenflüsse
| links - Aisne 27 km - Anglaine 15 km - Aron 36 km - Quartier 20 km - Jouanne 58 km - Ouette 35 km - Pont Manceau 15 km - Béron 21 km | rechts - Tilleul 17 km - Gourbe 24 km - Varenne 60 km - Colmont 50 km - Anxure 15 km - Ernée 65 km - Vicoin 47 km - Oudon 103 km |

## Schifffahrt
Die Mayenne ist von der Mündung bis oberhalb von Mayenne schiffbar. Von den Nebenflüssen kann auch der Oudon bis Segré befahren werden. Der Gütertransport hat keine Bedeutung mehr; beliebt ist die von zahlreichen Schleusen (écluses) unterbrochene Strecke allerdings immer noch für den Flusstourismus mit Sport- und Hausbooten.